# 本胆烷醇酮
本胆烷醇酮（英語：Etiocholanolone，也叫做5β-雄酮 5β-androsterone，全称3α-羟-5β-雄烷-17-酮 3α-hydroxy-5β-androstan-17-one，或者本胆烷-3α-醇-17-酮 etiocholan-3α-ol-17-one）是一种本胆烷（5β-雄烷）衍生的甾体物质，也是一种内源性的17-甾酮，可由睾酮的代谢产生。本胆烷醇酮可引起发热，增强免疫，白细胞增多，也用于评估肾上腺皮质功能，骨髓功能，以及在肿瘤疾病中刺激免疫系统的功能。本胆烷醇酮还可以作为雄烷类甾体激素的抑制剂，以及GABAA受体的别构调节剂，还能作为抗惊厥药。